# Переландра
«Переландра» (англ. Perelandra) — научно-фантастический роман английского писателя Клайва Стейплза Льюиса, вторая часть его цикла «Космическая трилогия». Роман опубликован 20 апреля 1943 года и повествует о путешествии учёного-филолога Рэнсома на планету Переландра (Венера), где он встречает мир до грехопадения и противостоит искусителю, стремящемуся погубить женщину, которой суждено стать прародительницей людей на планете.
На русском языке роман впервые опубликован лишь в 1993 году в журнале «Дружба народов» (№ 2, 3); перевод был выполнен Л. Б. Сумм и подготовлен к изданию Н. Трауберг. В том же году вся трилогия вышла отдельным изданием.

## Сюжет
Действие происходит в 1942 году. Прошло несколько лет после путешествия Рэнсома на Малакандру. Автор (Льюис) получает от Рэнсома телеграмму с приглашением посетить его. В доме Рэнсома он видит белый ящик, похожий на гроб, в котором Рэнсому предстоит путешествие на Переландру (Венеру): эльдилы поручили ему отправиться туда, поскольку планету собирается захватить и поработить падший Уарса Тулкандры (Земли). Проходит больше года, и Рэнсом возвращается, основная часть романа представляет собой его рассказ о путешествии.
Прибыв на Переландру, Рэнсом попадает в океан с огромными волнами, по которым он долго плавает, забравшись на один из многочисленных плавучих островков. Он исследует местную фауну, в том числе знакомится с небольшим драконом размером с сенбернара - безобидным, как и все существа на этой планете. На соседнем острове Рэнсом замечает женщину зелёного цвета, с которой позже говорит и узнаёт от неё, что это Королева Переландры, а люди на планете представлены только ею и мужчиной по имени Король, которые (как Адам и Ева) должны стать прародителями населения Переландры. Мир Переландры напоминает мир Земли до грехопадения: животные тут служат людям, а люди чтут заповеди Малельдила, в том числе заповедь о том, что им нельзя постоянно жить на суше, а только на плавучих островах. Лишь однажды днём Рэнсом с Королевой ненадолго посещают сушу. Внезапно Рэнсом видит, что с неба спускается космический корабль, а затем встречает Уэстона, приплывшего с корабля на лодке. Они беседуют, и в конце беседы Уэстон падает замертво от ужасного приступа. Ночью его тело исчезает.

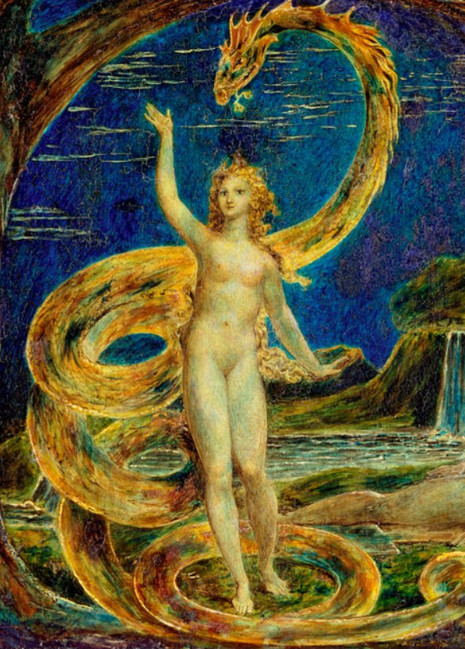
Уильям Блейк. «Искушение Евы змием» (фрагмент)

Рэнсом возвращается на плавучий остров и становится свидетелем разговора Уэстона с Королевой. Он понимает, что в оболочке умершего Уэстона теперь находится нечто иное, нечеловеческое, что стремится искусить Королеву. Искуситель убеждает Королеву ослушаться Малельдила, якобы для того, чтобы стать сильной и красивой; при этом искуситель в облике Уэстона подчёркивает, что сам Малельдил хотел бы, чтобы Королева ослушалась его, однако он не может прямо сказать ей об этом. Рэнсом пытается раскрыть перед королевой замысел искусителя, хотя ему трудно сделать это, учитывая, что на Переландре ещё нет представления о том, что такое грех, ложь или смерть. Разговоры искусителя с Королевой, в которые тщетно пытается вмешаться Рэнсом, продолжаются на протяжении многих дней. Рэнсом отчаивается, решив, что он не в силах противостоять дьявольской логике того, кого он называет «Нелюдем», однако потом он понимает, что раз Малельдил направил его на Переландру, то именно от него и от Королевы зависит спасение этого мира от падения. Поняв, что ему может не удаться переспорить искусителя, он решает уничтожить само тело Уэстона, в котором тот находится. Рэнсом вступает в безоружную, за счёт только ударов и укусов, драку с Врагом; оба сильно ранят друг друга. Затем Враг пытается убежать, верхом на рыбе уплывая в океан, а Рэнсом преследует его. Оба попадают в подземную пещеру, где Рэнсом, ища выход на поверхность, находит зал над ущельем, полным огня. Враг настигает его там, и Рэнсом окончательно забивает его, а затем сбрасывает в огненную яму. После этого он выбирается на поверхность и несколько дней приходит в себя.
Затем Рэнсом встречает двух эльдилов, Уарсу Малакандры и Уарсу Переландры, вместе с которыми он приветствует Короля и Королеву (Тора и Тинидриль), вступающих во владение Переландрой. В разговорах с эльдилами и королевской четой Рэнсом узнаёт, что то, что на Земле считается концом света, является лишь началом жизни, и что «тёмный Уарса» Земли будет повержен, а Земля (Тулкандра) присоединится к Великому Танцу Малельдила. После этого Рэнсом отправляется обратно на Землю.

## Из истории создания
В одной из рецензий на «Переландру» (опубликованную в марте 1943 года) говорилось, что автору «надо было читать больше Жюль Верна и меньше — Аквината».
В романе упоминается несуществующий средневековый богослов Натвильциус (Natvilcius) — это один из творческих псевдонимов самого Льюиса, который иногда подписывался «Нат Вилк» (Nat Whilk, англосаксонское «не знаю, кто») — обычно в виде инициалов «N.W.».
Считается, что сам Льюис любил «Переландру» больше остальных своих книг.

## Награды
В 2019 году книга вошла в число номинантов на премию «Ретро-Хьюго» за 1944 год, однако не стала победителем.

## Адаптации
В 1960-е годы оперу в трёх актах по роману создал Дональд Суонн, участник популярного в Великобритании и США в комического дуэта «Flanders and Swann». Либретто к опере написал Дэвид Марш, при этом Льюис ознакомился с либретто и успел послушать готовые фрагменты до своей смерти в 1963 году. В 1964 году опера была закончена и несколько раз показана в Англии, а в 1969 году переработанный вариант в 2 актах ставился в США. В 1969 году права на экранизацию и сценическое воспроизведение романа были куплены Голливудом, и постановка оперы оставалась невозможной на протяжении сорока лет. Лишь в 2009 году команда друзей Суонна и энтузиастов Оксфордского льюисовского общества подготовила концертное исполнение восстановленной оперы в Шелдонском театре в Оксфорде.
В 2019 году в альбоме Zeitgeist пианист Фрэнк Уайатт, участник американской рок-группы Happy the Man, выпустил 25-минутную симфонию (Perelandra Symphony in D-flat Major), вдохновлённую романом.

## В массовой культуре
- Perelandra — название музыкального альбома и песни американской группы Glass Hammer.